# تولد دوباره (آلبوم بلک سبث)
تولد دوباره (انگلیسی: Born Again) یازدهمین آلبوم گروه هوی متال انگلیسی بلک سبث است که در اوت ۱۹۸۳ منتشر شد. این آلبوم تنها آلبومی است که در آن ایان گیلان/ Ian Gillan (که با دیپ پرپل شناخت می‌شود) خوانندهٔ اصلی است. همینطور آخرین آلبومی بود که بیل وارد/ Bill Ward و گیزر باتلر/Geezer Butler، اعضای اولیه یِ گروه در آن با یکدیگر حضور داشتند. منتقدان امتیاز متوسطی به آلبوم دادند اما آلبوم از نظر تجاری موفق بود.